# اینفلامازوم
اینفلامازوم (انگلیسی: Inflammasome) یک اُلیگومر چندپروتئینی است که از ملکول‌های کاسپاز ۱، پایکارد، NALP و گاهی کاسپاز ۵ تشکیل شده‌است.
این کمپلکس پروتئینی در سلول‌های میلوئیدی (مغز استخوان) بیان می‌شود و یکی از اجزاء دستگاه ایمنی ذاتی بدن است. ترکیب‌بندی اینفلامازوم بستگی به محرک اولیهٔ ساخت آن دارد. مثلاً آران‌ای دورشته‌ای فقط ساختِ یک بخش از آنرا تحریک می‌کند، حال آنکه، آزبست ساخت چندین نوع از آنرا سبب می‌شود. اینفلامازوم، موجب تکامل و بلوغ اینترلوکین ۱ بتا و اینترلوکین ۱۸ می‌شود.
اینفلامازوم، یکی از دلایل فعال‌سازی روندهای التهابی در بدن است و می‌تواند موجب پایروپتوز (یکی از روش‌های مرگِ سلولیِ برنامه‌ریزی‌شده) شود که با آپوپتوز متفاوت است.